# Hylodes amnicola
Hylodes amnicola är en groddjursart som beskrevs av Pombal, Feio och Célio F.B. Haddad 2002. Hylodes amnicola ingår i släktet Hylodes och familjen Hylodidae. IUCN kategoriserar arten globalt som otillräckligt studerad. Inga underarter finns listade i Catalogue of Life.